# Rio Arawhata
O rio Arawhata (muitas vezes escrito "Ngai Tahu" em  dialeto maori) está na região de Costa Oeste da Ilha do Sul de Nova Zelândia.
O rio nasce no "Mount Aspiring National Park". Ele drena o lado oriental das Alpes do Sul, corre em direcção ao norte durante 60 quilómetros, e desagua em Jackson Bay. Um pequeno lago, o Lago Ellery, desagua no rio perto de sua boca, através de um pequeno afluente, o rio Jackson.
E possível navegar no rio a contra-corrente por jetboat. O acesso aos glaciares, florestas e casas do curso superior do vale é limitado pela "Ten Hour Gorge". O limo glaciar dá uma coloração opaca verde acinzentada a água do rio. O vale inferior é utilizado, pelos agricultores locais com uma licença, para pastoreio. A maioria dos terrenos na área é de propriedade pública e administrado pelo Departamento de Conservação da Nova Zelândia.
Devido à elevada pluviosidade, no lado ocidental dos Alpes do Sul, o nível do rio pode subir rapidamente.